# Vasalemma
Pour les articles homonymes, voir Vasalemma (fleuve).
Vasalemma (autrefois: Wassalem) est un petit bourg estonien, chef-lieu administratif de l'ancienne commune du même nom, au sud-ouest de la région d'Harju. Il est situé à 38 km à l'ouest de Tallinn. Sa population était de 867 habitants en l'an 2000. Il est traversé par le petit fleuve du même nom.

## Histoire
L'endroit fut mentionné en 1241 dans le Liber Census Daniæ, lorsque la contrée appartenait au royaume du Danemark. C'est en 1824 qu'a été formé le domaine de Wassalem, séparé du domaine de Padis (appartenant à la famille von Ramm), avec un château néogothique restauré en 1894. Le château et ses terres appartenaient à la famille von Baggehufwudt.